# هارييت ريتشاردسون
هارييت ريتشاردسون (بالإنجليزية: Harriet Richardson)‏ هي عالم حيوانات أمريكية، ولدت في 8 مايو 1874 في واشنطن العاصمة في الولايات المتحدة، وتوفيت في 28 مارس 1958 في Hahnemann University Hospital ‏ في الولايات المتحدة.